# メッセンジャー黒田のチラシダス
『メッセンジャー黒田のチラシダス』（メッセンジャーくろだのチラシダス）は、MBSラジオで2021年度と2022年度の下半期（プロ野球のオフシーズン）に放送されていたトーク番組・生活情報番組。黒田有（メッセンジャー）の冠番組でもある。

## 概要
普段からチラシを見るのが大好きなメッセンジャー黒田が自ら企画・考案した「チラシを元にトークする番組」。
2021年5月の特番第1回の好評を受け、同年度ナイターオフにワイド番組としてレギュラー化（シーズン1）。シーズン1最終回にあたる2022年3月22日放送分が、第59回ギャラクシー賞ラジオ部門で選奨に選ばれた。
2024年からはYouTubeで毎週土曜日（一時期毎週日曜日&水曜日）20:00から生配信（あるいは新作をアップロード）している。

## 出演
- メッセンジャー黒田
  - 2022年2月1日放送分は発熱のため子守康範（毎日放送出身のフリーアナウンサー）が代演。
- 山本量子
  - シーズン1放送期間中の12月7日 - 2022年3月1日放送分は卵巣がん治療のため休演。
- 亀井希生（毎日放送アナウンサー）
  - 山本の休演を機にレギュラー入りし、山本復帰後も引き続き出演。山本休演中は亀井に加えて先輩アナウンサーの関岡香も出演する回があった。

## 放送履歴
- 特番第1回：2021年5月24日（月曜日）20:00 - 20:55
- 特番第2回：2021年11月5日（金曜日）17:54 - 20:00
- シーズン1：2021年11月30日 - 2022年3月22日 毎週火曜日18:00 - 20:00
- 特番第3回『メッセンジャー黒田の真夏のチラシダス』：2022年7月18日（月曜日・海の日）12:00 - 14:25
- シーズン2：2022年11月2日 - 2023年3月29日 毎週水曜日18:00 - 20:00
  - シーズン2は、黒田のスケジュールの都合により、前日夕方の事前収録で放送（2023年1月4日は生放送）。